# Miltinho (cantor)
Milton Santos de Almeida, conhecido como Miltinho (Rio de Janeiro, 31 de janeiro de 1928 – Rio de Janeiro, 7 de setembro de 2014) foi um cantor brasileiro.

## Biografia
Começou sua carreira na década de 40 como integrante de diversos grupos vocais: Anjos do Inferno (que chegou a viajar aos Estados Unidos acompanhando Carmen Miranda), Namorados da Lua, Quatro Ases e Um Curinga, Milionários do Ritmo, Cancioneiros do Luar. Na década de 60 lançou seu primeiro disco solo, "Um Novo Astro", iniciando uma carreira de enorme sucesso no início da década, marcada pela sua voz anasalada, afeita aos sambas de teleco-teco e às canções românticas. Se consagrou com o sucesso Mulher de 30. Com essa música ganhou muito dinheiro e o reconhecimento do público. Recebeu vários prêmios, participou dos principais programas de televisão da época e de um filme estrelado por Mazzaropi. Recentemente havia lançado um CD com as participações de nomes como Chico Buarque, Elza Soares e Martinho da Vila, entre outros. 
Com a música “Mulher de 30”, Miltinho ganhou o reconhecimento do público. Recebeu vários prêmios, participou dos principais programas de televisão da época.
No total, gravou mais de cem discos, mas na década de 70, com o declínio do seu gênero musical, saiu de cena nas grandes capitais, concentrando suas apresentações em cidades do interior.
O sambista também animou carnavais com marchinhas como "Nós os carecas". No aniversário de 70 anos, em 1998, lançou o CD "Miltinho Convida", com elenco de alguns de seus aprendizes confessos, como João Nogueira, João Bosco, Luiz Melodia, Chico Buarque, entre outros. Já gravou também com Zeca Pagodinho, Elza Soares, Martinho da Vila, Ed Motta e Mariana Baltar. Como intérprete, lançou João Nogueira e Luiz Ayrão.
Rei do Ritmo", "Mulata assanhada", “Palhaçada”, “O conde”, “Laranja madura”, “Volta” e “Menino moça” são outros de seus sucessos, que lhe renderam o apelido de "Rei do Ritmo". "A vida, a meu ver, como ritmista, é um ritmo. Você tem ritmo para andar, para pegar ônibus... Se bobear, tropeça e cai", disse o cantor em entrevista para o documentário "No tempo do Miltinho" (2008), de André Weller. "Eu não sou astro de coisa nenhuma. Sou apenas um mero cantor de samba. O que me honra muito", definiu-se.
Também no filme, vencedor do prêmio de melhor curta brasileiro no festival É Tudo Verdade de 2009, Elza Soares, uma de suas parceiras, elogia: "A divisão de Miltinho, acho que ele tem ritmo até na ponta da orelha (...) Para mim, ele é único."
De acordo com a filha de Miltinho, ele havia parado de fazer shows há quatro anos, desde quando foi diagnosticado com princípio do mal de Alzheimer. Miltiño

### Morte
Em 7 de setembro de 2014, morreu aos 86 anos vítima de uma parada cardíaca, no Hospital do Amparo, zona norte do Rio. O cantor deixou uma prole de canções, que montam o grande legado do samba no Brasil.